# Robbie Neilson
Robbie Neilson (Paisley, 19 juni 1980) is een voormalig Schots voetballer (aanvaller) van onder meer de Schotse eersteklasser Heart of Midlothian FC.

## Trainerscarrière
Neilson werd in 2014 voor het eerst hoofdtrainer, bij zijn jeugclub Heart of Midlothian FC. In 2016 vertrok hij naar Milton Keynes Dons FC. Hij werd bij Hearts opgevolgd door Ian Cathro. In 2018 keerde Neilson weer terug naar Schotland om Dundee United FC te coachen. In juli 2020 volgde hij Daniel Stendel als hoofdcoach op bij Hearts.